# Bloße Zelle
Die Bloße Zelle ist die mit 480 m höchste Erhebung des Hils und des Alfelder Berglandes (Ith-Hils-Bergland). Sie liegt an der Grenze der Landkreise Holzminden und Hildesheim, gut 4 km nordöstlich von Eschershausen.
Mit einer Dominanz von 18 km und einer Prominenz von etwa 235 m gehören Hils und Blöße zu den erhabensten Höhenzügen bzw. Gipfeln des Niedersächsischen Berglandes.
Laut Einbildung und Vorgeben der einheimischen Bevölkerung um das Jahr 1654, sollen Hexen – wie auf dem Brocken im Harz – auch auf der Bloßen Zelle in der Walpurgisnacht ihre Tänze abhalten.